# Codi ATC G01
El  codi ATC G01, descrit com Antiinfecciosos i antisèptics ginecològics, és una subgrup terapèutic de l'Anatomical, Therapeutic, Chemical Classification System (ATC). La classificació ATC és un sistema de codis alfanumèric desenvolupat per l'Organització Mundial de la Salut (OMS) per als fàrmacs i altres productes sanitaris. El subgrup G01 és part del grup anatòmic G Sistema genitourinari i hormones sexuals.

Els codis per a ús veterinari (codis ATCvet) poden han estat creats afegint la lletra Q davant dels codis ATC humans: QG01... 
Les adaptacions estatals de la classificació ATC poden incloure codis addicionals no presents en aquesta llista, que segueix la versió de l'OMS.

## G01A Antiinfecciosos i antisèptics excl. combinacions ambcorticoesteroides
G01A A Antibiòtics
G01A B Composts d'arsènic
G01A C Derivats de la quinolina
G01A D Àcids orgànics
G01A I Sulfonamides
G01A F Derivats imidazòlics
G01A G Derivats triazòlics
G01A X Altres antiinfecciosos i antisèptics

## G01B Antiinfecciosos i antisèptics en combinació amb corticoesteroides
G01B A Antibiòtics amb corticoesteroides
G01B C Derivats de la quinolina amb corticoesteroides
G01B D Antisèptics amb corticoesteroides
G01B I Sulfonamides amb corticoesteroides
G01B F Derivats imidazòlices amb corticoesteroides